# Marie Antoinette (film fra 1938)
 For alternative betydninger, se Marie Antoinette (flertydig). (Se også artikler, som begynder med Marie Antoinette)
Marie Antoinette er en amerikansk historisk dramafilm fra 1938 instrueret af W.S. Van Dyke. Filmen er baserad på Stefan Zweigs biografi Marie Antoinette : et gennemsnitsmenneskes portræt fra 1932. I titelrollen som Marie-Antoinette ses Norma Shearer.
Filmen blev Irving Thalbergs sidste projekt inden han dødee i 1936, da filmen endnu var i planlægningsfasen. Hans enke Norma Shearer forblev involveret i projektet, på trods af at hendes entusiasme for sin filmkarriere stort set forsvandt efter hans død.
Med et budget på godt to millioner dollars var det en af 1930'ernes dyreste film, men også en af de største succeser. 

## Medvirkende
- Norma Shearer – Marie-Antoinette
- Tyrone Power – greve Axel von Fersen
- John Barrymore – konge Ludvig XV
- Robert Morley – konge Ludvig XVI
- Anita Louise – Prinsesse af Lamballe
- Joseph Schildkraut – hertug af Orléans
- Gladys George – Madame du Barry
- Henry Stephenson – greve Mercy
- Cora Witherspoon – hertuginde af Noailles
- Barnett Parker – prins de Rohan
- Reginald Gardiner – greven af Artois
- Henry Daniell – La Motte
- Leonard Penn – Toulan
- Albert Van Dekker – greven af Provence
- Alma Kruger – Kejserinde Maria Teresia
- Joseph Calleia – Drouet
- George Meeker – Robespierre
- Scotty Beckett – kronprinsen
- Marilyn Knowlden – Prinsesse Therese
- Harry Davenport – monsieur de Cosse
- Nigel De Brulier – Ærkebiskop
- Walter Walker – Benjamin Franklin